# Aeonium dodrantale
Aeonium dodrantale (Willd.) T.H.M. Mes es una especie de planta tropical con hojas suculentas de  la familia de las crasuláceas.

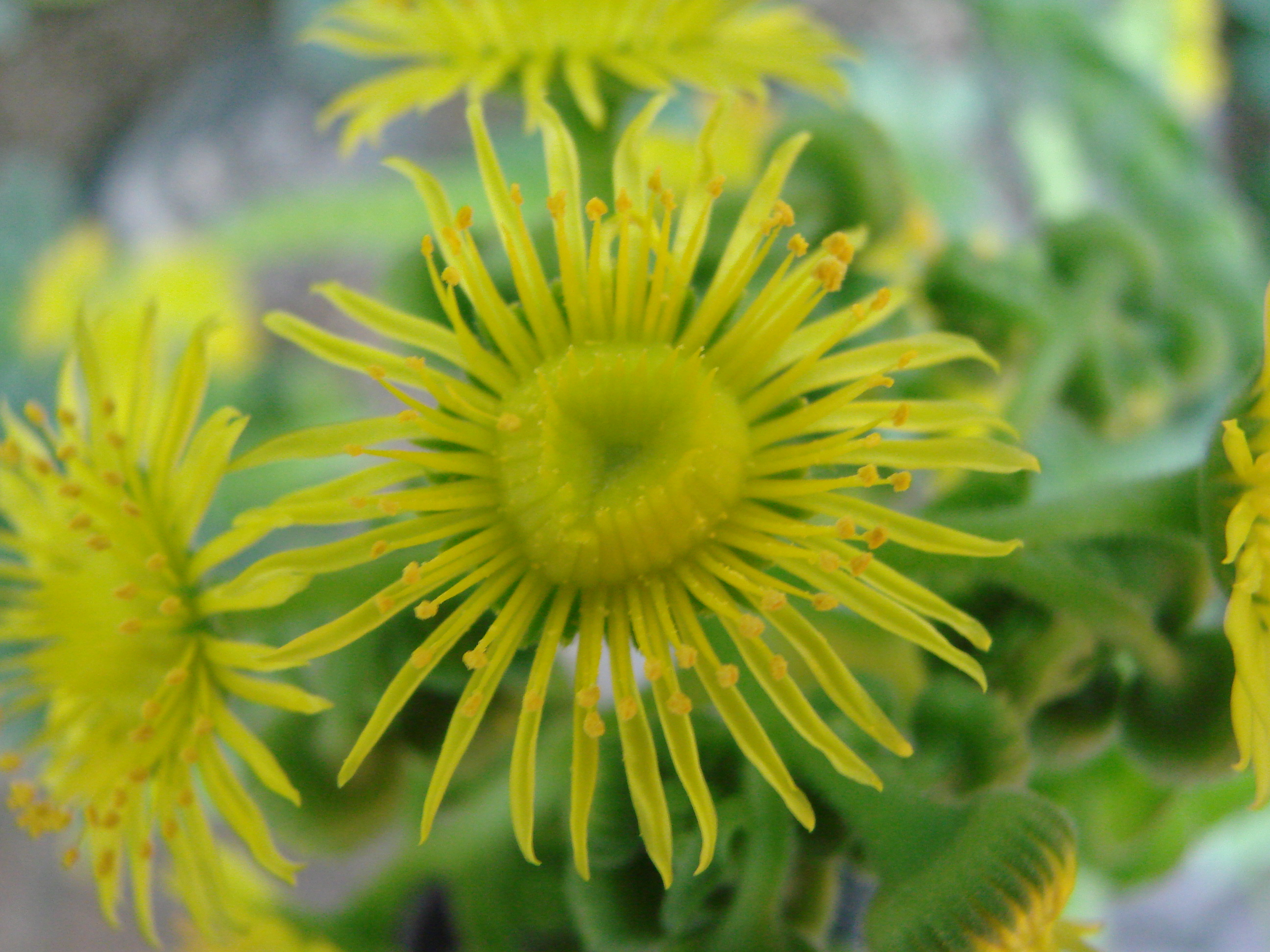
Detalle de la flor

## Descripción
Se diferencia dentro del género por sus rosetas foliares de 3-6 cm de diámetro, con hojas obovado-espatuladas, de 2-3,5 x 1-1,5 cm, glaucas y con margen hialino de color verde pálido, con pelos glandulares las jóvenes, volviéndose luego glabras. Las inflorescencias, de pocas flores,  miden hasta 10 cm de ancho, con un pedúnculo de 10-25 cm. Las flores son 18- a 23- partidas, con pétalos de color amarillo intenso.

## Distribución geográfica
Aeonium dodrantale es un endemismo de la isla de Tenerife en las Islas Canarias.

## Taxonomía
La primera descripción como Sempervivum dodrantale por Carl Ludwig von Willdenow se publicó en 1809. Theodorus Hendrikus Maria Mes colocó a la especie en 1995 en el género Aeonium.
Sinonimia
- Greenovia dodrantalis Webb & Berthel[4]
- Greenovia gracilis Bolle
- Sempervivum dodrentale Willd.
- Sempervivum gracile (Bolle) Christ[5]

## Nombre común
Se conoce como "bea tinerfeña". 